# Ziglipton drumonti
Ziglipton drumonti là một loài bọ cánh cứng trong họ Cerambycidae.